# Šedá hmota

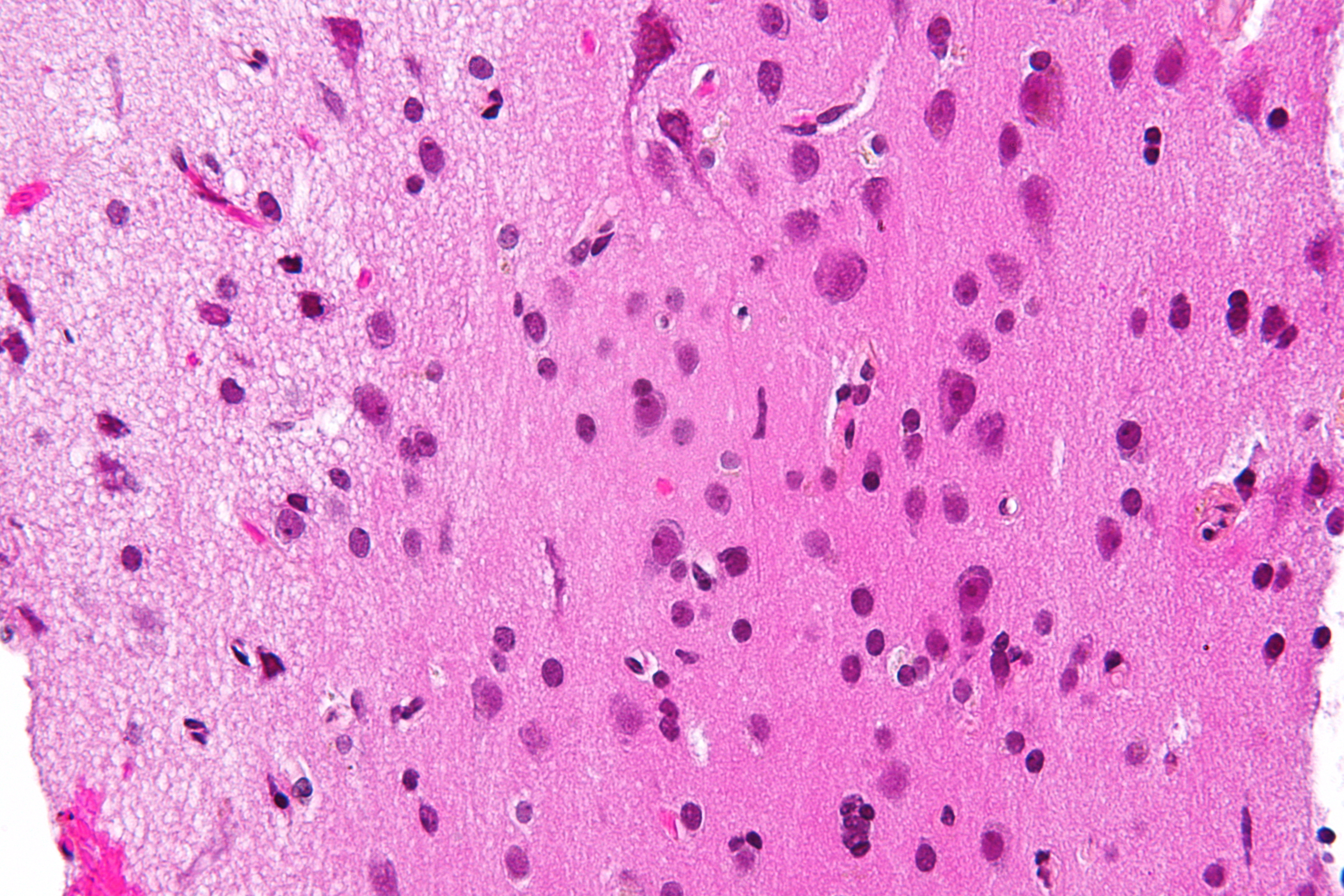
Velmi zvětšený detail snímku mozku, ukazující normální šedou a bílou hmotu.

Šedá hmota (latinsky: griseum, substantia grisea) je část centrální nervové soustavy (CNS) savců sestávající z velkého množství nervových buněk (neuronů) a obsahující jen málo myelinizovaných nervových vláken (axonů). Název získala díky šedé barvě. Má jen velmi nízký obsah tuků (lipidů).
V míše je šedá hmota uložená centrálně okolo centrálního kanálu (canalis centralis), v mozku tvoří kortex (mozkovou a mozečkovou kůru), bazální ganglia a jádra mozkového kmene vnořené do bílé hmoty. V jádrech začíná nebo končí vlákna hlavových nervů.